# Funk paulista
El funk paulista es uno de los subgéneros del funk carioca, que surgió alrededor de 2013 en la ciudad de São Paulo. Sus letras se basan en canciones relacionadas con el erotismo, con connotaciones sexuales y juegos de palabras en forma de humor. El género ha sido referido por varios medios como el reemplazo del funk ostentação, que perdió su popularidad a fines de ese año.